# Herstedlund
Herstedlund er et boligområde i den centrale del af Albertslund Kommune opført i 2000'erne. Masterplanen er fra 2002 og udarbejdet af Juul Frost Arkitekter.
Boligerne er ejerboliger i form af rækkehuse eller klyngehuse. Boligområdets fælleshus Herstedhus er tegnet af Dorte Mandrup Arkitekter.
I nærheden af Herstedlund findes Herstedlund Skole.

## Eksterne links
- Herstedlund Masterplan, Juul Frost Arkitekter Arkiveret 31. maj 2009 hos  Wayback Machine
- Herstedhus, Dorte Mandrup Arkitekter Arkiveret 5. juli 2014 hos  Wayback Machine

|  | Denne artikel om en bygning eller et bygningsværk kan blive bedre, hvis der indsættes et (bedre) billede. Du kan hjælpe ved at afsøge Wikimedia Commons for et passende billede eller lægge et op på Wikimedia Commons med en af de tilladte licenser og indsætte det i artiklen. |

55°40′02″N 12°20′24″Ø / 55.6672°N 12.340081°Ø